# Ctenocella candida
Ctenocella candida är en korallart som först beskrevs av Ridley 1882.  Ctenocella candida ingår i släktet Ctenocella och familjen Ellisellidae. Inga underarter finns listade i Catalogue of Life.